# Lichmera incana
El mielero orejigrís (Lichmera incana)  es una especie de ave paseriforme de la familia Meliphagidae.

## Subespecies
Se reconocen las siguientes:
- Lichmera incana incana (Latham, 1790)
- Lichmera incana poliotis (Gray, GR, 1859)
- Lichmera incana mareensis Salomonsen, 1966
- Lichmera incana griseoviridis Salomonsen, 1966
- Lichmera incana flavotincta (Gray, GR, 1870)

## Localización
Es una especie que se localiza en Vanuatu y Nueva Caledonia.